# Sauerland

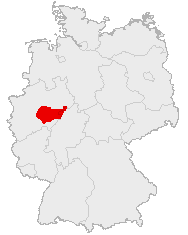
Karta som visar Sauerlands läge

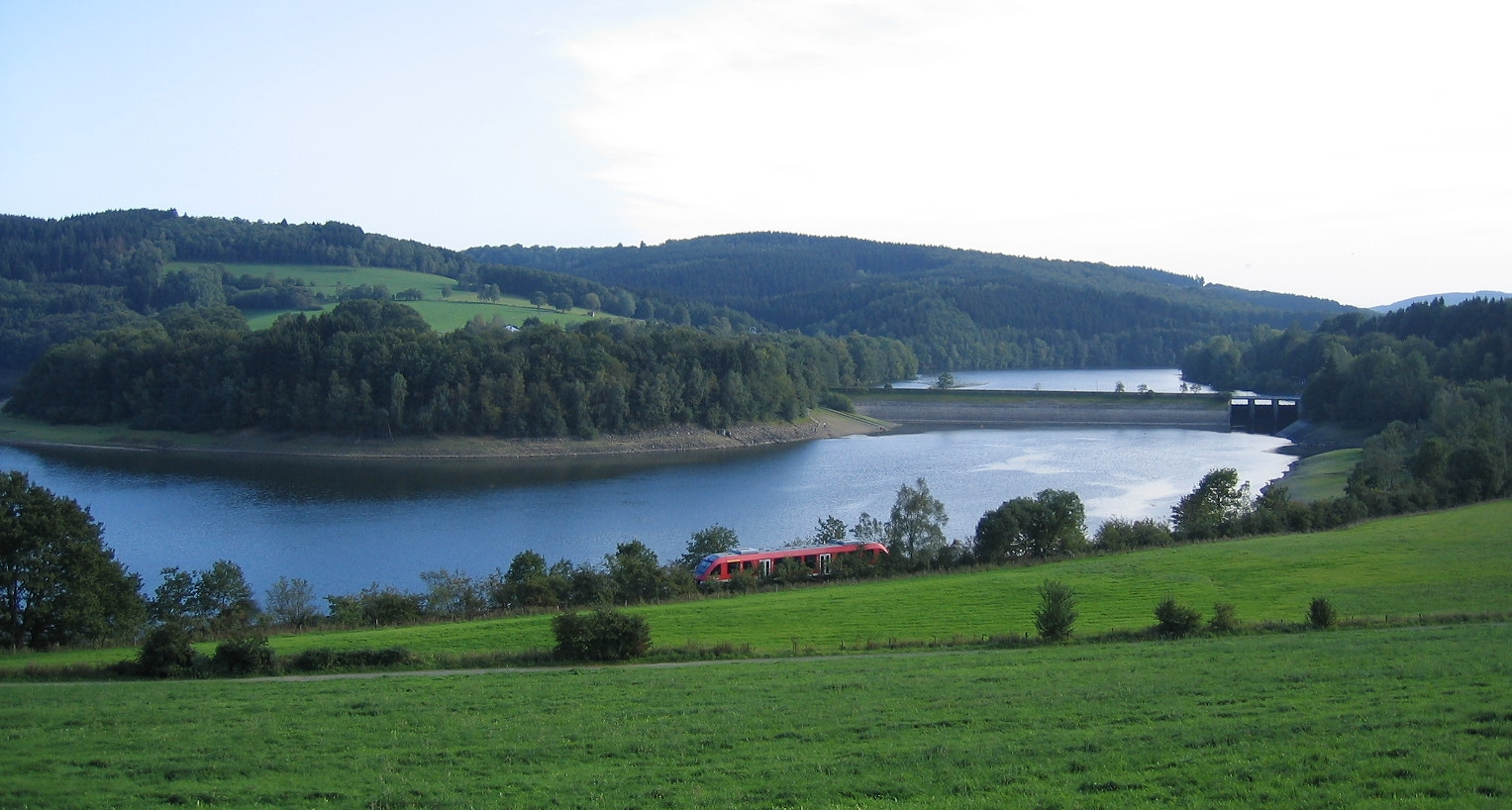
Biggesee

Sauerland är en bergsregion i Tyskland och en del av Rheinisches Schiefergebirge. Regionen ligger huvudsakligen i förbundslandet Nordrhein-Westfalen och en liten del i Hessen. Här finns många skogar och landskapet är jämförelsevis glest bebyggt.

## Geografi
Områdets högsta toppar är Langenberg (843,2 meter över havet), Hegekopf (842,9 m) och Kahler Asten (841 m). I Sauerland finns flera dammbyggnader som säkerställer ett jämnt vattenstånd i floden Ruhr. På så sätt finns i Ruhrområdet som ligger norr om Sauerland aldrig vattenbrist. Den största staden i Sauerland är Iserlohn med nästan 100 000 invånare. Andra större städer är Lüdenscheid och Arnsberg.

## Geologi
Under devon var hela området havsbotten. Här lagrades bergarter som skiffer, sandsten och kalksten i flera skikt. Under karbon träffade superkontinenterna Laurasien och Gondwana varandra och landskapet reste sig ur havet. Samtidigt uppkom flera veck och förkastningar i de nämnda lagren. Denna bergsregion blev jämförelsevis snabbt eroderad och före miocen var regionen nästan jämn. Dagens bergstoppar lyftes upp i samband med Alpernas uppkomst.
I dessa områden som huvudsakligen består av kalksten finns flera stora grottor. De gruvor som tidigare var betydande inslag inom industrin är idag nedlagda.

## Etymologi
Namnet Sauerland har ingen anknytning till det tyska adjektivet sauer (syrlig). Beteckningen användes 1266 för första gången i en urkund som var en lista över vittnen med en person från "Suderlande". Stavningar utan bokstaven "d" uppkom först efter 1400. Namnet tolkas därför av språkforskare som "landet i söder". Beteckningen är alltså släkt med det gammalsachsiska ordet sûðar (mot söder).

## Näringsliv
På grund av mjukt vatten som utvinns från regionens källor är Sauerland ett centrum för bryggerier. Bredvid stora företag som Krombacher, Warsteiner och Veltins finns många små bryggerier i regionen.